# Giro dell'Etna 2001
Il Giro dell'Etna 2001, diciottesima edizione della corsa, si svolse l'8 marzo 2001, per un percorso totale di 186 km. Venne vinto dallo zimbabwese Timothy Jones che terminò la gara in 4h17'15". La gara era inserita nel calendario UCI, come evento di categoria 1.4.

## Ordine d'arrivo (Top 10)
| Pos. | Corridore          | Squadra       | Tempo    |
| ---- | ------------------ | ------------- | -------- |
| 1    | Timothy Jones      | F. Pinzolo    | 4h17'15" |
| 2    | Diego Ferrari      | Tacconi Sport | s.t.     |
| 3    | Denis Lunghi       | Colpack-Astro | s.t.     |
| 4    | Ivan Basso         | Fassa Bortolo | s.t.     |
| 5    | Michele Coppolillo | Panaria       | s.t.     |
| 6    | Fabio Malberti     | Liquigas      | s.t.     |
| 7    | Mirko Celestino    | Saeco         | a 1'35"  |
| 8    | Oscar Pozzi        | Fassa Bortolo | s.t.     |
| 9    | Ellis Rastelli     | Liquigas      | s.t.     |
| 10   | Davide Rebellin    | Liquigas      | s.t.     |